# Budy (przystanek kolejowy)
Budy (biał. Буды, ros. Буды) – przystanek kolejowy w miejscowości Nowe Budy, w rejonie lachowickim, w obwodzie brzeskim, na Białorusi. Leży na linii Równe – Baranowicze – Wilno.